# Steadfast Defender 2024

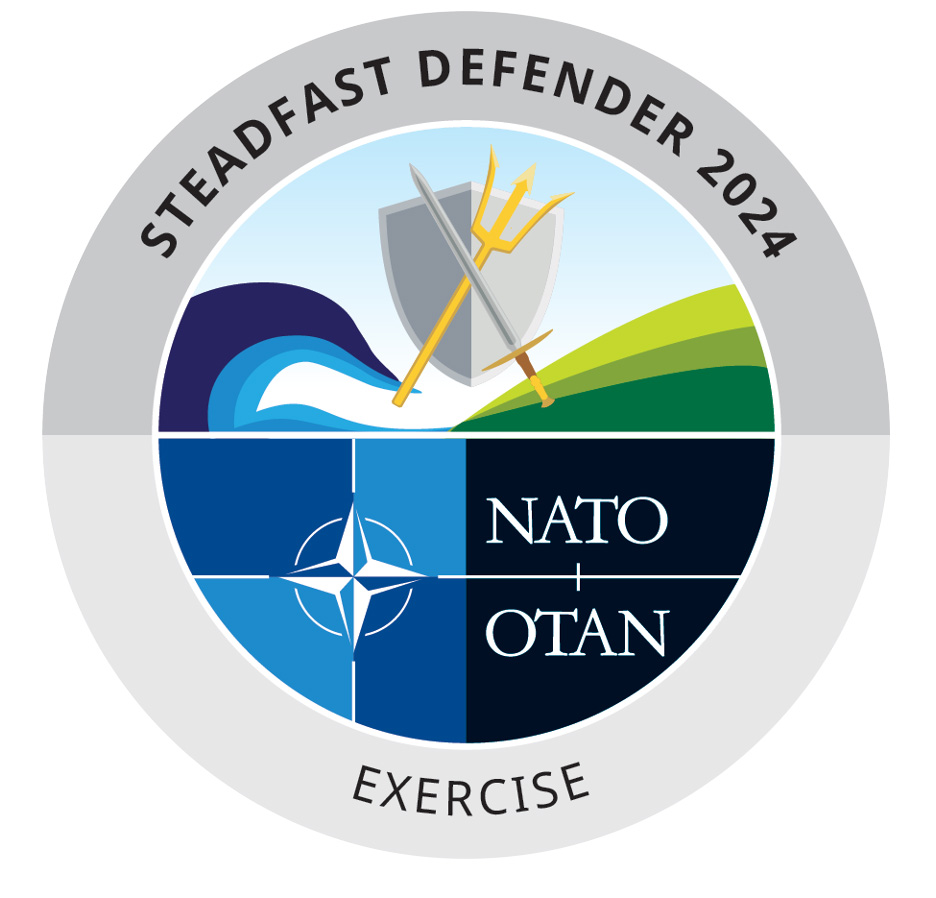
Logo von Steadfast Defender 2024

Steadfast Defender 2024 oder Steadfast Defender 24 (deutsch Standhafter Verteidiger), abgekürzt STDE24 oder SD24, war ein NATO-Manöver vom 22. Januar bis 31. Mai 2024. Innerhalb von Steadfast Defender gab es 18 Manöver. Dabei wurde die Verteidigung gegen einen Einfall der Russischen Föderation in ein NATO-Land mit Auslösung von Artikel 5 (Bündnisfall) des Nordatlantikvertrags geübt. Es war das größte NATO-Manöver seit 1988, als Reforger 88 FTX – Certain Challenge noch im Kalten Krieg stattfand.

## Truppenstärke
Insgesamt nahmen 90.000 Soldaten an diesem Manöver teil. Noch im September 2023 waren nur 41.000 Soldaten geplant gewesen. Das Vereinigte Königreich hatte angekündigt, 20.000 Mann bereitzustellen. 16.000 Soldaten waren von der British Army angekündigt, darunter das 7th Light Mechanised Brigade Combat Team. Die Royal Navy stellte 2.000 Matrosen und 400 Soldaten der Royal Marines. An Defender 24 nahmen 17.000 US-Soldaten teil. Polen beteiligte sich mit 15.000 und Deutschland mit 12.000 Mann. Slowenien hatte angegeben, 200 Soldaten für das Manöver einzusetzen. Aus den Niederlanden nahmen 4.500 Soldaten der Koninklijke Landmacht und 850 der Koninklijke Marine teil. Dänemark hatte angekündigt, circa 650 Soldaten von allen Teilstreitkräften zu stellen. Es sollten auch das Specialoperationskommandoen mit dem Jægerkorpset, Frømandskorpset und Slædepatruljen Sirius in das Manöver gehen. Frankreich hatte keine Zahlen zu seiner Beteiligung veröffentlicht. Schweden hatte mindestens 4500 Soldaten für das Manöver Nordic Response zugesichert. Das NATO-Mitglied Island, das keine eigenen regulären Streitkräfte unterhält (siehe Militärische Situation Islands), schickte Vertreter in die NATO-Kommandobehörden in Belgien (SHAPE), Norfolk (JFC Norfolk), und Northwood. Die Streitkräfte der Tschechischen Republik nahmen beim Manöver Swift Response 24 mit dem 43. výsadkový pluk und der Kbely Transport Kompanie der 242. Transport- und Spezialflieger-Staffel von der 24. Fliegerbasis „T. G. Masaryk“ teil. Für die US Army stellte das in Kaiserslautern sitzende 21st Theater Sustainment Command während der Übung Defender 2024 die Logistik. Kanada hat etwas mehr als Tausend Soldaten zum Steadfast Defender entsent. Darunter auch Einheiten der Canadian Special Operations Forces Command (CANSOFCOM).

## Beteiligte Staaten

NATO-Mitgliedsstaaten in Europa und Asien (dunkelblau)

Alle 32 NATO-Mitgliedstaaten – eingeschlossen Schweden als neustem Mitglied des Verteidigungsbündnisses – nahmen an der Übung teil:
- Albanien
- Belgien
- Bulgarien
- Dänemark
- Deutschland
- Estland
- Finnland
- Frankreich
- Griechenland
- Island
- Italien
- Kanada
- Kroatien
- Lettland
- Litauen
- Luxemburg
- Montenegro
- Niederlande
- Nordmazedonien
- Norwegen
- Polen
- Portugal
- Rumänien
- Schweden
- Slowakei
- Slowenien
- Spanien
- Tschechien
- Türkei
- Ungarn
- Vereinigtes Königreich
- Vereinigte Staaten

## Militärgerät
Am Manöver nahmen teil:
- 50 Schiffe
- 80 Luftfahrzeuge
- ca. 1100 Kampffahrzeuge

Die niederländische Marine stellte für das Manöver die Schiffe Karel Doorman und Johan de Wit bereit. 1.000 Fahrzeuge, ein Drittel des Fahrzeugbestandes des niederländischen Militärs, wurden bei der Übung eingesetzt. Dänemark nahm mit zwei Fregatten und einem Inspektionsschiff teil. Die United States Navy setzte die Gunston Hall der 2nd Fleet bei der Übung ein. Kanada entsandte die HMCS Charlottetown vom CFB Halifax aus zum Manöver. Italien entsandte die Giuseppe Garibaldi und die San Giorgio.
Tschechien entsandte vier C-295 der Kbely Transport Kompanie der 242. Transport- und Spezialflieger-Staffel von der 24. Fliegerbasis „T. G. Masaryk“.

## Quadriga 2024

Karte des Quadriga-2024-Manövers mit seinen vier Teilmanövern

Im Zusammenhang mit Steadfast Defender 2024 führte die Bundeswehr auch ihr Manöver Quadriga 2024 durch. Quadriga 2024 war wiederum geteilt in vier Manöver, welche die Alarmierung, die Verlegung der Truppen sowie das Gefecht simulierte. Die vier Teilmanöver waren Grand North vom 21. Februar bis 15. März, Grand Center vom 26. Februar bis 26. April,  Grand South vom 26. April bis 18. Mai und Grand Quadriga vom 2. bis 30. Mai 2024. Der Name des Manövers ist ein Bezug zur Quadriga auf dem Brandenburger Tor als Symbol für Freiheit, Einheit und Stärke. Die Quadriga ist auch ein Verweis auf die vier Stoßrichtungen beziehungsweise die oben erwähnten Teilmanöver. An der Übung waren mehr als 12.000 Soldaten der Bundeswehr beteiligt, insbesondere jene der 10. Panzerdivision. Nach Angaben des Generalinspekteurs der Bundeswehr, Carsten Breuer, war Quadriga 2024 „die erste Übung der Bundeswehr, bei der die Verteidigung der NATO-Ostflanke mit der Rolle Deutschlands als Dreh- und Angelpunkt für die Verteidigung Europas“ zusammengeführt wurde. Während des Manövers wurden auf deutschem Bundesgebiet große Militärkonvois verlegt. Es wurden Flussüberquerungen geübt.

## Brilliant Jump 2024
Ein weiteres NATO-Manöver als Teil von Steadfast Defender war Brilliant Jump II oder auch einfach Brilliant Jump 2024, das vom Allied Joint Force Command Brunssum geführt wurde und die NATO Response Force testete. Das Manöver fand vom 13. bis 28. Februar statt, daran beteiligt waren das Vereinigte Königreich, Spanien, Polen, die Türkei und Albanien. Insgesamt nahmen an dem Manöver 700 Fahrzeuge mit 3000 Soldaten teil. Am Ende des Manövers wurde auf dem Truppenübungsplatz Centrum Szkolenia Wojsk Lądowych Drawsko geübt, um anschließend beim Manöver Dragon 24 teilzunehmen.
Die Briten verlegten 600 Fahrzeuge für dieses Manöver vom Mutterland über Emden nach Paderborn-Sennelager mit Logistikeinheiten. Dabei war der britische Truppenübungsplatz Senne eine wichtige Drehscheibe für die Verlegung von Truppen an die NATO-Ostflanke. Das 7th Light Mechanised Brigade Combat Team übernahm die Fahrzeuge in Paderborn und fuhr sie nach Polen.
Spanien hatte seine Einheiten nach Stettin verschifft. 300 Soldaten mit 65 Fahrzeugen wurden von der Brigada 'Guzmán el Bueno' X und dem 21. Logistik-Regiment aus Sevilla übernommen und durch Polen verlegt.

## Dragon-24
15.000 Soldaten der Polnischen Streitkräfte sowie Personal aus den USA, des Vereinigten Königreichs, Frankreichs, Deutschlands, Spaniens, Sloweniens, der Türkei und Albaniens hielten im Rahmen der Steadfast Defender vom 25. Februar bis zum 14. März 2024 das Manöver Dragon-24 ab. Von den polnischen Verbänden trainierten dabei hauptsächlich die zwei Divisionen 11 Dywizja Kawalerii Pancernej und 16 Pomorska Dywizja Zmechanizowana. Außerdem nahm das VJTF teil. Geübt wurde auf dem Truppenübungsplatz Centrum Szkolenia Wojsk Lądowych Drawsko bei Drawsko Pomorskie. Als Gerät kamen K2 Panzer, M1 Abrams, Chunmoo, HIMARS, AHS Krab und K9 Thunder zum Einsatz. Insgesamt sollten 3.500 Fahrzeuge eingesetzt werden, darunter 100 Kettenfahrzeuge. Auch die Vereinigten Staaten, Spanien und Frankreich nahmen mit Panzern an der Übung teil. Es wurden die Überquerung der Weichsel und taktisches Verlegen auf Straßen geübt.

## Joint Warrior 24-1
Joint Warrior 24-1 war ein Manöver unter Führung von Großbritannien. Die Übung begann am 24. Februar und endete am 4. März 2024. Bei dem Manöver wurde das Sichern von Kommunikationswegen und Landungsoperationen an der norwegischen Küste geübt. Das Manöver war dem Manöver Cold Response vorangestellt und mit ihm verbunden. An der Übung nahmen 20000 Soldaten und 50 Schiffe teil. Neben dem Vereinigten Königreich nahmen noch Kanada, Dänemark, Frankreich, Deutschland, die Niederlande, Norwegen, Polen, Spanien und die Vereinigten Staaten teil. Die Übung fand in den Gewässern zwischen Schottland, Norwegen und Island statt. Die HMS Prince of Wales Task Group entsandte dabei den Flugzeugträger Prince of Wales für das Manöver. Die HMS Portland war auch am Manöver beteiligt. Die HMS Prince of Wales und Portland waren dabei der UK Carrier Strike Group unterstellt. Weiter waren die Fregatten HMCS Charlottetown aus Kanada, die spanische SNS Cristobal Colon und die Dänische HMDS Niels Juel dem Marienegrossverband unterstellt. Von der NATO nahmen die Standing NATO Maritime Group 1 und die Standing NATO Mine Countermeasures Group 1 teil. Von Frankreich nahmen die Fregatte Normandie mit dem Flugzeug Atlantique 2, dem Minenschiff Andromède und einem nicht näher genannten Jagdatomuboot teil. Das Bataillon Détroyat der Fusiliers marins war auf der USS Gunston Hall stationiert.

## Nordic Response
Das Manöver Nordic Response 24 wurde im Anschluss an Joint Warrior durchgeführt, und zwar vom 3. bis zum 15. März 2024. Ursprünglich war es nicht Teil von Steadfast Defender und sollte das Großmanöver nur als Dachmanöver nutzen, dennoch war es dann beim Start ein Manöver von Steadfast Defender. Das Manöver ist zudem auch ein Teil von Large Scale Global Exercise 24.
Insgesamt nahmen 20.000 Soldaten am Manöver teil, darunter 11.000 Soldaten zu Land. Deutschland nahm mit 1500 Soldaten an dem Manöver teil, darunter die Gebirgsjägerbrigade 23. Auch das Seebataillon nahm an der Übung teil. Das Bataillon hatte sich in der Gebirgs- und Winterkampfschule in Mittenwald für den Winterkampf vorbereitet.
Norwegen stellte 8000 Soldaten, Schweden 4500 und Finnland 4100 Soldaten. Weitere Teilnehmer des Manövers waren die USA, Kanada, die Niederlande, das Vereinigte Königreich, Dänemark, Belgien, Frankreich, Spanien und Italien. Etwa 50 Schiffe und etwa 100 Flugzeuge nahmen an diesem Manöver teil. Die Niederlande entsandte das Korps Mariniers mit der Zr. Ms. Johan de Witt. Frankreich entsandte 400 Soldaten des 7e bataillon der 27e brigade d’infanterie de montagne für das Manöver. Außerdem stellte Frankreich die Amphibischen Soldaten der 9e brigade d’infanterie de marine. Weiterhin waren alle Marineeinheiten wie bei Joint Warrior auch beim Nordic Response Teil des Manövers. Teile des Bataillon de Fusiliers Marins Détroyat war auch an dem Manöver beteiligt. In Dévoluy haben siech die Soldaten des Bataillons auf Nordic Responce vorbereitet. Von Kanada nahmen Soldaten der Canadian Special Operations Forces Command (CANSOFCOM) teil.
Hauptsächlich wurde im Norden von Schweden, Finnland und Norwegen, also um das Nordkap, die Finnmark und in Lappland geübt. Östlich des 24. Längengrades wurde nicht geübt, um einen Abstand zu Russland einzuhalten. Als Szenario wurde ein Angriff einer fremden Nation auf diese Region gewählt und die NATO-Reaktion simuliert. Es wurde auch Bjerkvik und in Alta geübt was von der Öffentlichkeit sichtbar ist.
Dabei war auch eine Komponente, wie die neuen Pläne funktionieren. Das norwegische Gebiet und norwegische Einheiten sollten neu unter JFC Norfolk stehen, jedoch ist dieser Übergangsprozess noch nicht abgeschlossen. Trotzdem wurden zur Zeit des Manövers die norwegischen Einheiten vom JFC Norfolk geleitet. Nach Abschluss der Übung wurden sie wieder ein Teil vom JFC Brunssum.
Die OSZE und ihre Mitgliederstaaten, inklusive Russland und Belarus, wurden über das Manöver informiert. Weil jedoch weniger als 13.000 Soldaten zu Land übten, wurden Russland und Belarus, in Übereinstimmung mit dem Wiener Dokument, nicht eingeladen, Beobachter zu schicken. Das Forsvarets operative hovedkvarter informierte zusätzlich die russische Nordflotte über das Manöver. Dabei tauschte der norwegische Generalleutnant Yngve Odlo sich direkt mit dem russischen Admiral Alexander Alexejewitsch Moissejew per Videokonferenz aus.
Vier ausländische Bürger wurden am 9. März in Bjerkvik verhaftet, nachdem sie Drohnen in der Nähe des Manövers geflogen haben. Die Polizei gab nicht bekannt, welche Nationalität diese Bürger hatten.

## Crystal Arrow 24
Crystal Arrow 24 war ein in Lettland unter lettischer Führung durchgeführtes Manöver der Mechanisierten Infanteriebrigade und der EFP-Battlegroup Latvia. Insgesamt nahmen 2000 Soldaten am Manöver teil, die vom 26. Februar bis zum 12. März 2024 übten, wobei die Hochphase des Manövers vom 9. bis zum 12. März andauerte. Beteiligte NATO-Verbündete waren Albanien, USA, Dänemark, Tschechien, Estland, Italien, Kanada, Montenegro, Polen, Slowakei, Slowenien, Spanien und Deutschland. Geübt wurde auf dem Truppenübungsplatz Adazi polygon und in der Gegend um Kadaga.
Neben der erwähnten Mechanisierten Infanteriebrigade nahmen von Estland auch Soldaten von der Zemessardze teil (von der 1. Riga-Brigade, von der 2. Vidzeme-Brigade und von der 3. Latgale-Brigade). Von Estland nahmen die Strateegilise kommunikatsiooni keskus, eine Einheit für Öffentlichkeitsarbeit, mit Reservisten teil. Italien entsandte die Brigata bersaglieri “Garibaldi” zum Manöver. Für Kanadas Heer ist das Manöver auch einen ersten Test für die zukünftige Forward Land Forces Multinational Brigade Latvia, welche ab 2026 unter Kanadischer Führung einsatzfähig sein wird.
Während des Manövers wurden im Internet Unterlagen des Manövers geleaked, darunter die Aufstellung der Truppen, beteiligtes schweres Gerät und Satellitenbilder mit Kommentaren.

## Defender 24

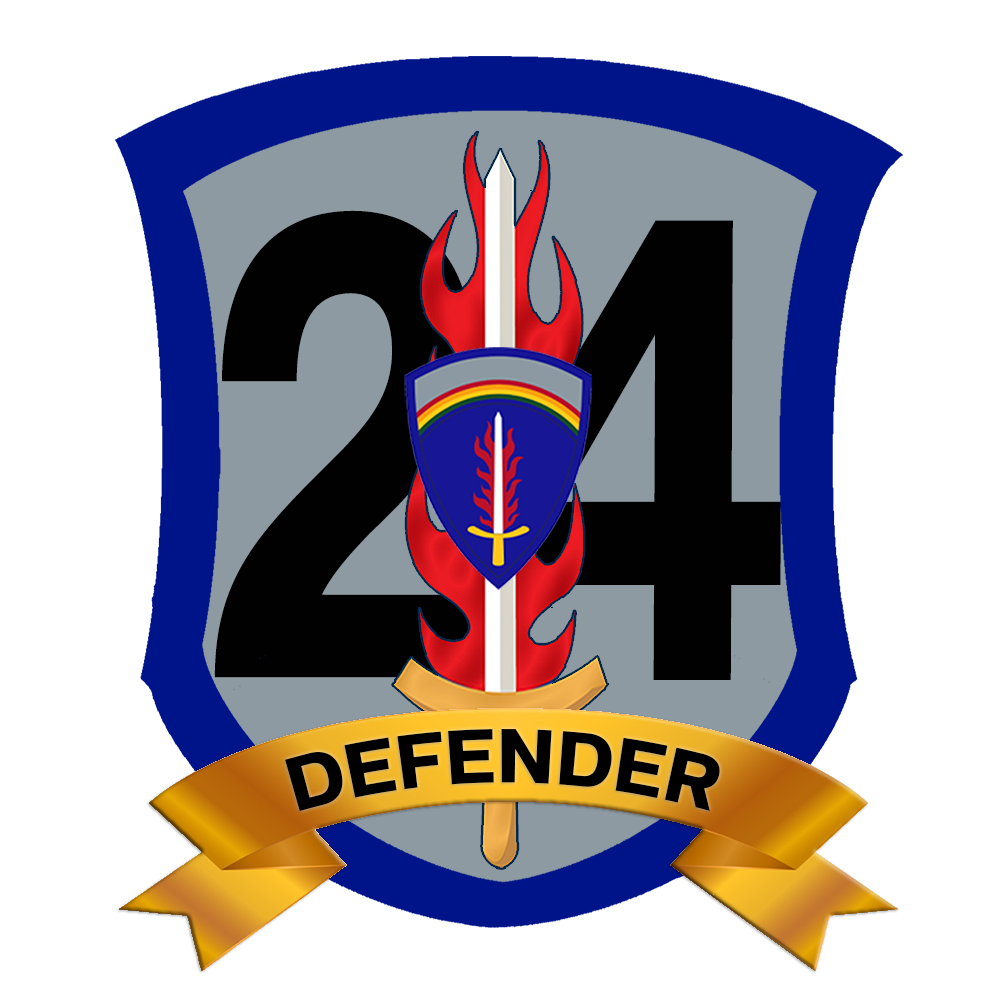
Logo von Defender 24

Das Manöver Defender 24 oder auch Defender Europe 24 genannt, kurz DE24, war ein Dachmanöver für die einzelnen Manöver „Saber Strike 24“, „Immediate Response 24“ und „Swift Response 24“, welche auch im Zuge von Steadfast Defender 24 durchgeführt wurden. Die drei genannten Manöver sind auch ein Teil von Large Scale Global Exercise 24. Für die US Army stellte das 21st Theater Sustainment Command während der Übung Defender 2024 die Logistik.
Im Zuge von Swift Response 24 wurde die bisher größte Luftlandeübung der NATO durchgeführt. Im Mai 2024 sprangen unter Führung der Division Schnelle Kräfte rund 1500 Fallschirmjäger in der Nähe der rumänischen Städte Turda und Cincu ab, um die Befreiung eines von Feindkräften eroberten Flugplatzes zu simulieren. Dabei handelte es sich um die Baza 71 Aeriană General Emanoil Ionescu. Auch wurde das Manöver Dacia 24 während dieser Zeit durchgeführt. Dieses Manöver war ein rumänisches Manöver mit der 81. Mechanisierten Brigade Grigore Bălan und wurde auf dem Truppenübungsplatz Bogata und im Centrul Naţional de Instruire Întrunită "Getica", einem Übungszentrum, durchgeführt.
Im Zuge von Swift Response wurden auch Manöver in Estland, Moldawien, Nordmazedonien, Polen und Schweden durchgeführt. Das Moldauische Verteidigungsministerium betonte jedoch, dass man nicht direkt an Steadfast Defender beteiligt ist.

## Trojan Footprint 24

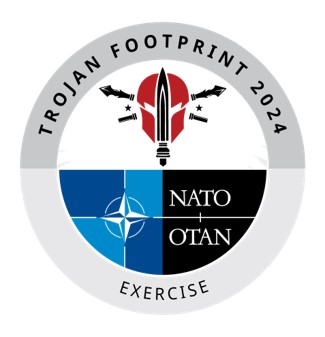
Logo von Trojan Footprint 2024

Trojan Footprint 24 war ein weiteres Manöver unter Steadfast Defender 2024. Das Manöver stand unter der Leitung des U.S. Special Operations Command Europe. Insgesamt nahmen 2.000 Soldaten aus Albanien, Bulgarien, Frankreich, Georgien, Griechenland, Italien, Montenegro, Nordmazedonien, Portugal, Rumänien, Spanien, dem Vereinigten Königreich und den Vereinigten Staaten (davon 900 US-Soldaten) teil. Durchgeführt wurde das Manöver in Bulgarien, Georgien, Deutschland, Griechenland, Nordmazedonien und Rumänien vom 4. bis zum 15. März 2024. Seitens der USA nahmen die 10th Special Forces Group der USASFC und die MARSOC teil
Übungschwerpunkte waren das Stören von Logistik und ABC-Schutz beim Lagern unbekannter Chemikalien. Weiters wurden VBSS-Einsätze geübt. Geografisch lag der Fokus auf dem Schwarzen Meer.
Als Weiteres ist Trojan Footprint in das Manöver Large Scale Global Exercise 24 eingebunden.
Geübt wurde in Nordmazedonien im Krivolak Truppenübungsplatz, der Skopje Kaserne und dem Kraste Schießplatz (in der Jane Sandansk Kaserne in Štip). Es nahmen 55 mazedonische Soldaten und 40 US-Soldaten sowie 12 griechische Soldaten von außerhalb teil.
Der griechische Teil des Manövers begann bereits früher als das offizielle Datum und es wurde schon am 28. Februar 2024 geübt. Als Übungsort diente der Militärflugplatz Elefsina. Am griechischen Teil des Manövers nahmen neben dem Gastland auch die USA, Großbritannien, Nordmazedonien, Albanien, Bulgarien, Italien und Montenegro teil. Seitens Griechenland nahmen die Einheiten Ζ’ ΜΑΚ, Fallschirmjäger (Ειδικό Τμήμα Αλεξιπτωτιστών) und Kampfschwimmer (Τμήμα Ναυτικών Ειδικών Επιχειρήσεων) teil.
Am bulgarischen Teil des Manövers nahmen 100 Soldaten der Sawmestno komandwane na spezialnite operazii (Vereinigtes Spezialeinsatzkommando) teil. Zudem nahmen 50 Soldaten aus den USA und Rumänien teil. Es wurde auf spezialisiranija utschebno-trenirowatschen kompleks (spezialisierter Kommandokomplex) als Teil des Dorfs Zrantscha in der Gemeinde Pazardzhik geübt. Unter diesen Übungen waren die Inhaftierung eines führenden Terroristen mit Kampfhunden, Bekämpfen gegnerischer Wachposten mit Scharfschützen und Direct Action.

## Brave Warrior 24
Mit Brave Warrior 24 oder Brave Warrior 2024 übten verschiedene Bündnispartner in Ungarn zusammen mit Militärs aus den USA, Kroatien und Italien defensive Operationen und Interoperabilität. Das Manöver ging vom 1. Mai bis 25. Mai 2024 im Bakony Trainingszentrum im Bakonygebirge.
Seitens Ungarn war die 1. Panzerbrigade Klapka György am Manöver beteiligt. Die Brigade hatte sich am 5. Mai von Tata nach Hajmaskér verlegt. Der 4. Zug der NATO Forward Land Forces Battle Group hatte sich auf dem Truppenübungsplatz auf eine Bewertung der Gefechtsbereitschaft vorzubereiten. Weiter wurde die chemische Abwehr der ungarischen Truppe geübt. Dabei wurden Anzüge der US-Firma Blauer getestet, welche noch nicht Teil der regulären Armeeausrüstung sind. Die italienischen Einheiten übten Schießen mit dem Centauro FH-70, einem schweren 120-mm-Mörser, und mit dem Iveco LMV. Zudem wurde mit Carl-Gustaf-M4-Granatwerfern trainiert. Es wurden Dekontaminationen geübt, unter anderem mit Anzügen der US-Firma Blauer aus dem zivilen Bereich, welche beim Militär noch nicht eingesetzt wurden. Beim Manöver wurden Leopard-Panzer und die Panzerhaubitze 2000 von Ungarn eingesetzt.

## Spring Storm 2024
Spring Storm 2024 oder Kevadtorm 2024 war das größte estnische Manöver, welches mit Steadfast Defender verknüpft wurde. Truppen aus den USA, dem Vereinigten Königreich, Kanada, Lettland, Dänemark und Polen nahmen daran teil. Das Manöver fand vom 6. bis 17. Mai 2024 statt. Es nahmen mehrere estnische Reservisten am Manöver teil. Geübt wurde vor allem in Pärnumaa, Läänemaa, Saaremaa, Hiiumaa und Mulgi. Parallel zum Manöver wurden auch zivile Alarme, wie zum Beispiel im Lääne-Eestis der EE-ALARM, ein SMS-Alarmsystem, getestet. Georgien und Ukraine entsandten Beobachter zum Manöver. Es nahmen 14.000 Soldaten am Manöver teil.
Das Manöver wurde von der estnischen Division (Diviis) geleitet. Der Fokus der Übung lag bei der 2. jalaväebrigaad (2. Infanteriebrigade). Es wurde jedoch auch die 1. jalaväebrigaad eingesetzt. Außerdem waren die estnische Cyber Defence (Küberväejuhatus) und Einheiten der Reserve (Kaitseliit) am Manöver beteiligt. Die britische 16 Air Assault Brigade hatte direkt zuvor das Manöver Swift Response und landete deshalb in Estland aus der Luft. Bei dieser Luftlandung waren auch amerikanische, polnische, französische und estnische Einheiten involviert.
Am 13. Mai besuchte der estnische Staatspräsident Alar Karis zusammen mit dem Komdandeur der Estnischen Streitkräfte Martin Herem die Truppen. Die Beiden Herren besuchten das Manöverhauptquartir in Pärnu, die 1. Infatereibrogade und 24. Artillerie Bataillion in Kilingi-Nõmme. Schließlich besuchte das Staatsoberhaupt Alliierte Truppen in der Gegend um Abja-Paluoja. Am 13. und 14. Mai übte die 2. Infanterie-Brigade und die 1. Infanterie-Brigade zusammen mit Alliierten der NATO Latvian Battle Group in der Region Mulgimaa. Zunächst sollte das 2. Kupinjanov Battalion der 2. Brigade den Angriff des Gegners in Kilingi-Nõmme verzögern. Zusammen mit Nato Truppen wurde das Bataillon in Abja-Paluoja konzentriert. Die Einheiten sollten in dem Ort gegnerische Angriffe abwenden und zurückwerfen. Währenddessen hatten motorisierte Einheiten der 1. Infanterie-Brigade, zusammen mit Alliierten, den Auftrag Abja-Paluoja einzunehmen und anschließend am 14. Mai weiter nach Tihemetsa vorzustoßen. Auch wurde am 13. Mai eine eindringen gegnerischer Kräfte in Form eins britischen Helikopter der 16. Air Assault Brigade in Saaremaa geübt. Die Kaitseliit hatten die Aufgabe die Eindringenden Kräfte zurückzudrängen. Bei diesem Manöver hat der Kommandeur der Kaitseltiit Ilmar Tamm die Übung besucht. Auch in Hiiumaa wurden einige Manöver in dem Zeitrahmen geplant ohne Details preis zu geben. Wetiers wurde Antischiffsübgungen von der Estnischen mereväe rannikukaitse divisjon im Westen von Estland. Die Estnische Marine kooperiert mit einer Polnischen Marineraketeneinheit, welche auf Saaremaa stationiert ist. Dabei ist die Logistik ein Schwerpunkt zum Trainieren. Auch sind die Schiffe ENS Wambola ein Mieneneleger, ENS Admiral Cowan, eine Mienenjäger zusammen mit dem Patroulienschiffe ENS Kindral Kurvits und ENS Raju an dem Manöver vertreten. am 14. Mai übte das 25. liikursuurtükipataljon der Estnischen Division mit der K9 Thunder Haubitze. Das Bataillon sollte die 2. Infanterie-Brigade unterstützen. Die Reserve hatte am 15. Mai in Tali ein Feldlazarett aufgebaut. Das Szenario für das Lazarett sah vor, dass es einen Ansturm von Patienten erhielt und Triagen durchgeführt werden musste. Am 15. Mai hatten die Kaitseliit ein Manöver, wobei hybride Angriffe geübt wurden. In Ülejõe in der Gemeinde Pärnu „demonstrierten“ Personen für den Feind mit anschließender amphibischer Eroberung der Gegend vom Feind. Die Soldaten sollten in diesem Teil der Übung rechtzeitig potentielle Gefahren erkennen und reagieren. Als Folgeübung wurde ein Ortskampf in einem Fabrikgebäude durchgeführt, wobei der Gegner vom Gebäude geräumt wurde. Am 16. Mai um 11 Uhr wurden in Pärnu mehrere Sirenen getestet. Während des Tests erhielten die Leute in der Umgebung eine SMS, dass die Sirenen teil des Militärmanövers waren.
Während des Manövers wurden 265 Schadensberichte erstellt. Die meisten Schäden betrafen Straßen. Gemeldet wurden die Schäden von den Soldaten selbst, von CIMIC oder der Bevölkerung selbst. Die Höhe der Schäden konnte im Mai 2024 noch nicht beziffert werden. Es gab während des Manövers einen Absturz einer Drohne. Die Drohne, welche 6 Liter Kraftstoff bei sich hatte, entzündete einen Vegetationsbrand von 50 m2. Der Brand befand sich in der Nähe des Dorfs Ristiküla in der Gemeinde Saarde. Die Drohne entstammte der 2. Infanteriebrigade. Die Soldaten rückten selbst zum Brand vor. Auch wurde die Feuerwehr von Kilingi-Nõmme entsandt, jedoch war der Brand bereits beim Eintreffen der Feuerwehr von den Soldaten gelöscht worden.
Während des Manövers wurden vom Pionierbattallion der 2. Infanteriebrigade verschieden zivile Objekte saniert. Vom 10. bis zum 14. und 15. Mai wurde eine alte Brücke im Dorf Jõeranna auf Hiiumaa saniert und ein überwachsener Weg wieder hergestellte. Am 14. Mai wurde in Saarde Parish wurde ein neuer Belag auf die Straße aufgebracht. In Häädemeeste wurde am 14. Mai eine Brücke zu einem Friedhof renoviert und gleichzeitig mit einer Betonplatte und einem Durchlassweg. In Tootsi, in der Gemeinde Põhja-Pärnumaa, wurde ein alter Bahndamm geebnet, um den Gehweg einfacher zu gestalten. Vorbereitet wurden die Projekte bereits im Frühjahr 2024.
Die OSZE entsandte ein Team von Waffenkontrolleuren mit 39 Beobachtern aus 22 Nationen. Nach der Ankunft am 12. Mai ging es am 13. Mai zum Hauptquartier des Springstorm Manövers. Außerdem wurden am gleichen Tag britische Einheiten der EFP-Battlegroup Estonia und die beiden estnischen Kuperjanov-Infanteriebataillon der 2. jalaväebrigaad und das Artilleriebataillon entsandt. Am 14. Mai wurde die Küstenverteidigungsstaffel der Estnischen Marine besucht, welche mit finnischen Einheiten zusammen übte. Am 15. Mai inspizierte die OSZE-Delegation eine estnische Marine-Radarstation in Saaremaa und machte einen Abstecher bei einer Polnischen Marine Rakteteneinheit. Am 16. Mai kontrollierten die Beobachter das Feldspital der Katastrophenhilfe in Paikuse. Am 17. Mai wurden die Berichte von der OSZE-Delegation in Tallinn erstellt und sowohl den estnischen Streitkräften als auch der NATO übergeben.

## Marcom Livex
Marcom Livex vom 11. bis zum 20. Februar war ein Manöver im Atlantik und Spanien. An der Marcom Livex nahmen Frankreich, die USA, Kanada, Spanien und Italien teil. Die USS Gunston Hall der US Navy und die französische Fregatte Normandie nahmen als Schiffe an dem Manöver teil. Ein nuklearbetriebenes Angriffs-U-Boot der Marine Nationale aus Brest war auch Teil des Manövers. Während des Manövers besuchte der Konteradmiral Ruiz Escagedo, Kommandeur der Standing NATO Maritime Group One, die Normandie. Während des Manövers wurden auch Soldaten des Bataillon de Fusiliers Marins Détroyat von der Normandie auf die USS Gunston Hall an der HMNB Portsmouth verlegt.

## Reaktionen
Das russische Außenministerium empfand das Manöver nach eigenen Angaben als Provokation. Die Sprecherin Marija Sacharowa betonte, dass Russland keine Pläne habe, die NATO anzugreifen. Dmitri Anatoljewitsch Medwedew meinte, mit dem Manöver würde die NATO mit dem Feuer spielen.

## Medienbeiträge (Auswahl)
- ARTE: Gegen Putin: Die Nato übt für den Krieg auf YouTube, 23. Januar 2024, abgerufen am 20. Juli 2024 (2 Minuten).
- ВОЕНЕН ТЕЛЕВИЗИОНЕН КАНАЛ: Trojan Footprint 24 auf YouTube, 24. März 2024, abgerufen am 20. Juli 2024 (bulgarischer Beitrag zu Trojan Footprint 24).